# Communauté rurale de Bambaly
La communauté rurale de Bambaly est une communauté rurale du Sénégal située en Casamance, dans le sud du pays. 
Elle fait partie de l'arrondissement de Djiredji, du département de Sédhiou et de la région de Sédhiou.